# Stockbridge (Michigan)
Stockbridge è un villaggio degli Stati Uniti d'America, situato nello Stato del Michigan, nella contea di Ingham.